# Maciej Mielcarz
Maciej Mielcarz (ur. 15 października 1980 w Śremie) – polski piłkarz, występujący na pozycji bramkarza.

## Życiorys
Mielcarz jest wychowankiem Pogoni Książ Wielkopolski. W 1998 roku przeniósł się do Obry Kościan, w której grał przez rok. Latem 1999 roku trafił do I-ligowego Lecha Poznań. W jego barwach rozegrał 3 spotkania, w tym jedno w najwyższej klasie rozgrywkowej – był to mecz z warszawską Polonią, rozegrany 21 sierpnia 1999 roku, zakończony porażką Lecha 1:3.
Kolejny klub w karierze Mielcarza to Amica Wronki. Na debiut w pierwszym zespole musiał czekać ponad pół roku. Był to mecz o Superpuchar Polski, w którym Amica przegrała 2:4 z Polonią Warszawa. W I lidze w barwach klubu z Wronek zadebiutował 14 października w wygranym 3:0 meczu z Górnikiem Zabrze. Wszedł na boisko w 46. minucie, zmieniając Jarosława Stróżyńskiego. W I lidze w barwach Amiki rozegrał 9 spotkań. W listopadzie wystąpił w swoim pierwszym meczu w europejskich pucharach, w II rundzie Pucharu UEFA z Herthą Berlin.
Sezon 2002/2003 Mielcarz spędził na wypożyczeniu w Górniku Łęczna, dla którego rozegrał 32 spotkania. W barwach drużyny z Lubelszczyzny zadebiutował 3 sierpnia w spotkaniu z Piotrcovią, zakończonym porażką Górnika 1:3. Zajął z klubem 3. miejsce w lidze i o awans do najwyższej klasy rozgrywkowej zmierzył się w barażu z Zagłębiem Lubin. W dwumeczu drużyna z Łęcznej okazała się lepsza (1:0, 2:1) i awansowała do Ekstraklasy.
Na kolejne półtora roku Mielcarz powrócił do Amiki, w której zagrał jeszcze 12 meczów w I lidze, później przemianowanej na Ekstraklasę. Sezon 2003/2004 Amica zakończyła na 3. miejscu, co dało jej awans do eliminacji Pucharu UEFA. Sezon 2004/2005 Mielcarz rozpoczął jako pierwszy bramkarz zespołu z Wronek, zagrał m.in. w dwumeczu II rundy eliminacyjnej z węgierskim zespołem Budapest Honvéd FC (1:0, 0:1 pd. 5-4 w karnych). Po pokonaniu łotewskiego FK Ventspils w dwumeczu (1:1, 1:0) Amica osiągnęła historyczny awans do fazy grupowej rozgrywek. Mielcarz bronił tylko w pierwszym spotkaniu, a ostatecznie ustąpił miejsca w bramce Arkadiuszowi Malarzowi. W grupie F Pucharu UEFA Amica przegrała wszystkie mecze, a Mielcarz zagrał tylko w spotkaniu z holenderskim AZ Alkmaar (1:3).
Rundę wiosenną rozpoczął już w Koronie Kielce, do której został wypożyczony z opcją transferu definitywnego. Zadebiutował w niej 20 marca 2005 w wygranym spotkaniu z łódzkim Widzewem. Mielcarz był podstawowym bramkarzem Korony i zajął z zespołem 1. miejsce w II lidze, uzyskując awans do Ekstraklasy. Przez kolejne trzy sezony rozegrał 60 meczów ligowych dla Korony.
1 sierpnia 2008 roku Mielcarz wraz z kolegą z Korony, Marcinem Robakiem związał się nową umową z Widzewem Łódź. W barwach Czerwono-Biało-Czerwonych zadebiutował 10 sierpnia w meczu z Zagłębiem Lubin. W pierwszym roku występów w Widzewie zaliczył 30 spotkań i awansował z klubem do Ekstraklasy, jednak z powodu decyzji PZPN w związku z aferą korupcyjną musiał pozostać z zespołem z Łodzi na kolejny sezon w I lidze. Rok później ponownie wywalczył awans do najwyższej klasy rozgrywek w Polsce. Przed rozpoczęciem sezonu 2010/11 Mielcarz został wybrany przez drużynę nowym kapitanem zespołu, po Jarosławie Bieniuku. Funkcję tę po Mielcarzu przejęło jeszcze kilku zawodników. W grudniu 2010 Mielcarz przedłużył kontrakt z Widzewem o pięć lat. W sezonie 2013/14 Widzew spadł do I ligi, a kontrakt z Mielcarzem został rozwiązany za porozumieniem stron.
Po rocznej przerwie w ligowych występach, w lipcu 2015 roku podpisał kontrakt z występującym w II lidze Rakowem Częstochowa.
W nowym zespole zadebiutował 9 sierpnia 2015 roku w wygranym 0:2 wyjazdowym meczu z Nadwiślanem Góra. Odszedł z Rakowa Częstochowa w 2016 roku.
29 lipca 2016 roku dołączył jako pierwszy bramkarz do IV-ligowej Warty Sieradz, walczącej o awans do III ligi.

## Statystyki
Stan na 25 lipca 2016
| Klub                | Sezon               | Liga                 | Liga          | Liga          | Puchar Polski | Puchar Polski | Europa        | Europa        | Inne rozgrywki | Inne rozgrywki | Suma          | Suma          | Dyscyplina    | Dyscyplina    |
| Klub                | Sezon               | Liga                 | Mecze         | Bramki        | Mecze         | Bramki        | Mecze         | Bramki        | Mecze          | Bramki         | Mecze         | Bramki        |               |               |
| ------------------- | ------------------- | -------------------- | ------------- | ------------- | ------------- | ------------- | ------------- | ------------- | -------------- | -------------- | ------------- | ------------- | ------------- | ------------- |
| Pogoń Książ Wlkp.   | 1997/98             | brak danych          | brak danych   | brak danych   | brak danych   | brak danych   | brak danych   | brak danych   | brak danych    | brak danych    | brak danych   | brak danych   | brak danych   | brak danych   |
| Obra Kościan        | 1998/99             | brak danych          | brak danych   | brak danych   | brak danych   | brak danych   | brak danych   | brak danych   | brak danych    | brak danych    | brak danych   | brak danych   | brak danych   | brak danych   |
| –                   |                     |                      |               |               |               |               |               |               |                |                |               |               |               |               |
| Lech Poznań         | 1999/00 (j)         | I liga               | 1             | 0             | –             | –             | –             | –             | 2              | 0              | 3             | 0             | –             | –             |
| Ogółem:             | Ogółem:             | Ogółem:              | 1             | 0             | –             | –             | –             | –             | 2              | 0              | 3             | 0             | –             | –             |
| Amica Wronki        | 1999/00 (w)         | I liga               | brak występów | brak występów | brak występów | brak występów | brak występów | brak występów | brak występów  | brak występów  | brak występów | brak występów | brak występów | brak występów |
| Amica Wronki        | 2000/01             | I liga               | 9             | 0             | –             | –             | 1             | 0             | 5              | 0              | 15            | 0             | 2             | 0             |
| Amica Wronki        | 2001/02             | I liga               | brak występów | brak występów | brak występów | brak występów | brak występów | brak występów | brak występów  | brak występów  | brak występów | brak występów | brak występów | brak występów |
| Amica Wronki        | 2003/04             | I liga               | 6             | 0             | 1             | 0             | –             | –             | –              | –              | 7             | 0             | –             | –             |
| Amica Wronki        | 2004/05 (j)         | Idea Ekstraklasa     | 6             | 0             | 1             | 0             | 4             | 0             | –              | –              | 11            | 0             | –             | –             |
| Ogółem:             | Ogółem:             | Ogółem:              | 21            | 0             | 2             | 0             | 5             | 0             | 5              | 0              | 33            | 0             | 2             | 0             |
| Górnik Łęczna       | 2002/03             | II liga              | 32            | 0             | –             | –             | –             | –             | 2              | 0              | 34            | 0             | 4             | 0             |
| Ogółem:             | Ogółem:             | Ogółem:              | 32            | 0             | –             | –             | –             | –             | 2              | 0              | 34            | 0             | 4             | 0             |
| Korona Kielce       | 2004/05 (w)         | II liga              | 15            | 0             | –             | –             | –             | –             | –              | –              | 15            | 0             | 1             | 0             |
| Korona Kielce       | 2005/06             | Orange Ekstraklasa   | 17            | 0             | 7             | 0             | –             | –             | –              | –              | 24            | 0             | 2             | 0             |
| Korona Kielce       | 2006/07             | Orange Ekstraklasa   | 23            | 0             | 6             | 0             | –             | –             | 5              | 0              | 34            | 0             | 3             | 0             |
| Korona Kielce       | 2007/08             | Orange Ekstraklasa   | 20            | 0             | 2             | 0             | –             | –             | –              | –              | 22            | 0             | 3             | 0             |
| Ogółem:             | Ogółem:             | Ogółem:              | 75            | 0             | 15            | 0             | –             | –             | 5              | 0              | 95            | 0             | 9             | 0             |
| Widzew Łódź         | 2008/09             | I liga               | 30            | 0             | –             | –             | –             | –             | –              | –              | 30            | 0             | 2             | 1             |
| Widzew Łódź         | 2009/10             | Ekstraklasa          | 34            | 0             | 1             | 0             | –             | –             | –              | –              | 35            | 0             | 3             | 0             |
| Widzew Łódź         | 2010/11             | Ekstraklasa          | 21            | 0             | –             | –             | –             | –             | –              | –              | 21            | 0             | 2             | 1             |
| Widzew Łódź         | 2011/12             | T-Mobile Ekstraklasa | 29            | 0             | –             | –             | –             | –             | –              | –              | 29            | 0             | 4             | 0             |
| Widzew Łódź         | 2012/13             | T-Mobile Ekstraklasa | 20            | 0             | 1             | 0             | –             | –             | –              | –              | 21            | 0             | 1             | 0             |
| Widzew Łódź         | 2013/14             | T-Mobile Ekstraklasa | 20            | 0             | 1             | 0             | –             | –             | –              | –              | 21            | 0             | 1             | 0             |
| Ogółem:             | Ogółem:             | Ogółem:              | 154           | 0             | 3             | 0             | –             | –             | –              | –              | 157           | 0             | 13            | 2             |
| Raków Częstochowa   | 2015/16             | II liga              | 10            | 0             | –             | –             | –             | –             | –              | –              | 10            | 0             | 2             | 0             |
| Ogółem:             | Ogółem:             | Ogółem:              | 10            | 0             | –             | –             | –             | –             | –              | –              | 10            | 0             | 2             | 0             |
| Łącznie w karierze: | Łącznie w karierze: | Łącznie w karierze:  | 293           | 0             | 20            | 0             | 5             | 0             | 14             | 0              | 332           | 0             | 30            | 2             |

## Życie prywatne
Jego syn, Oskar, trenuje w zespole Widzewa z rocznika 2004.